# سوجا، اوکایاما
سوجا در استان اوکایاما در کشور ژاپن واقع شده‌است  که دارای جمعیت ۶۶٬۷۸۹ نفر و مساحت ۲۱۲٫۰۰ کیلومتر مربع با تراکم جمعیت ۳۱۵  نفر در کیلومترمربع است و در تاریخ ۳۱ مارس ۱۹۵۴ به عنوان شهر شناخته شد.